# 光明街道 (和龙市)
光明街道，是中华人民共和国吉林省延边朝鲜族自治州和龙市下辖的一个乡镇级行政单位。

## 行政区划
光明街道下辖以下地区：
乐园社区、花园社区、绿园社区、站前社区和松下坪社区。